# 湯啟聲
湯啟聲（？—？），中國清朝官員，江蘇江都人。
康熙三十五年（1696年）丙子科舉人。雍正六年（1728年）以革職南安縣知縣任台灣彰化縣知縣，雍正七年離任。